# 消防士サム
『消防士サム』（Fireman Sam） (ウェールズ語: Sam Tân)  は、ストップモーション及びCGアニメーションで制作された英国の幼児向けテレビ番組及び、ウェールズ語子供向けテレビ シリーズである。1987年11月1日からS4Cで放送され、数週間後の11月17日にはBBC1で放送された。1994年にオリジナルの放送を終了し、キャラクターを増やした新シリーズが2003年に開始。日本では2000年12月4日から2001年3月2日までBS朝日のみんなゲンキ!?の中で放送された。
全ての登場人物の声はジョン・アルダートンが担当していたが、後のシリーズでは複数の声優が担当するようになった。

## ストーリー
ウェールズの田舎街 ポンティ・パンティで事故発生。消防士たちは、困った人たちを助けるために火災現場まで駆けつけるのだった。

## 登場人物
※判明しているのは金月、谷山、辻、宮本、うえだ、渡丸、富田の7人のみで、それ以外の声優は不明（サラとジョーンズは大人の声優が担当した）。英語版では全ての役をジョン・アルダートンが担当（1987年から1994年までの放送分）。
サミュエル・サム・ジョーンズ
声 - 宮本充
本作の主人公、勇敢な消防士。そして発明家でもある。
エルヴィス・クリドリントン
声 - 谷山紀章
清掃係の消防士。
バジル・スティール
声 - 天田益男
ポンディパンディ消防署の署長。ベッシーを愛用している。
サラ
声 - ?
ジョーンズ
声 - ?
ノーマン・プライス
声 - 渡丸江美子
ディリス・プライス
声 - 金月真美
ペニー・モリス
声 - 渡丸江美子
"プライスさんの長い一日"に登場。
トレヴァー
声 - 辻親八
ナレーター
声 - 上田祐司

## エピソード
詳細は「ファイアーマン・サムのエピソードのリスト」を参照
| 話数 | 話数 | サブタイトル                | 原題                   | 放送日         | 放送日         |
| ---- | ---- | --------------------------- | ---------------------- | -------------- | -------------- |
| 1    | 1    | たこがとんだ                | The Kite               | 1987年11月17日 | 2000年12月4日  |
|      |      |                             |                        |                |                |
| 2    | 2    | なやがもえた                | Barn Fire              | 1987年11月19日 | 2000年12月5日  |
| 3    | 3    | トレヴァーのくんれん        | Trevor's Training      | 1987年11月24日 | 2000年12月6日  |
| 4    | 4    | パンクそうどう              | Flat Tyre              | 1987年11月26日 | 2000年12月7日  |
| 5    | 7    | こまったのはネコ            | Lost Cat               | 1987年12月8日  | 2000年12月8日  |
| 6    | 6    | いたずらっ子のノーマン      | Norman's Tricky Day    | 1987年12月3日  | 2000年12月11日 |
| 7    | 5    | キャンプへいこう!           | Camping                | 1987年12月1日  | 2000年12月12日 |
| 8    | 8    | テレビはトラブル？          | Telly Trouble          | 1987年12月10日 | 2000年12月13日 |
| 9    | 9    | たからさがし                | Treasure Hunt          | 1988年9月1日   | 2000年12月14日 |
| 10   | 10   | サムのきゅうじつ            | Sam's Day Off          | 1998年9月8日   | 2000年12月15日 |
| 11   | 11   | ポンティパンディの どろぼう | Thief in Pontypandy    | 1988年9月15日  | 2000年12月18日 |
| 12   | 12   | じっけんセット              | Chemistry Set          | 1988年9月22日  | 2000年12月19日 |
| 13   | 13   | サムおじさんの 火の用心     | Safe with Sam          | 1988年12月19日 | 2000年12月20日 |
| 14   | 14   | ねがいをかなえる いど       | The Wishing Well       | 1988年9月29日  | 2001年1月9日   |
| 15   | 15   | サムおじさんは発明家!?      | The Great Inventor     | 1988年10月6日  | 2001年1月10日  |
| 16   | 17   | プライスさんの長い一日      | Dilys' Forgetful Day   | 1990年10月15日 | 2001年1月11日  |
| 17   | 18   | ノーマンの水ぼうそう大作戦  | Spot of Bother         | 1990年10月22日 | 2001年1月12日  |
| 18   | 19   | ハロウィーンのよる          | Halloween              | 1990年10月29日 | 2001年1月15日  |
| 19   | 20   | あなにおちたノーマン        | Norman's Pitfall       | 1990年11月5日  | 2001年1月16日  |
| 20   | 21   | ゆびわがない!               | Lost Ring              | 1990年11月12日 | 2001年2月14日  |
| 21   | 22   | おわりよければすべてよし    | All in a Good Cause    | 1990年11月19日 | 2001年2月15日  |
| 22   | 23   | ブラスバンド                | Brass Band             | 1990年11月26日 | 2001年2月16日  |
| 23   | 24   | きりの中にまよって          | Lost in the Fog        | 1990年12月3日  | 2001年2月19日  |
| 24   | 25   | ロボットのベントリー        | Bentley the Robot      | 1990年12月10日 | 2001年2月20日  |
| 25   | 26   | ベラ ききいっぱつ           | Home from Rome         | 1994年10月21日 | 2001年2月21日  |
| 26   | 27   | おおいなるいさん!?          | Rich and Famous        | 1994年10月27日 | 2001年2月22日  |
| 27   | 28   | いしきりばでのさいなん      | Quarry Rescue          | 1994年11月1日  | 2001年2月23日  |
| 28   | 29   | サムおじさんの大ピンチ      | Deep Trouble for Sam   | 1994年11月3日  | 2001年2月26日  |
| 29   | 30   | バザーの準備はたいへん      | Trevor's Bus Boot Sale | 1994年11月8日  | 2001年2月27日  |
| 30   | 31   | 熱気球で大冒険              | What Goes Up           | 1994年11月10日 | 2001年2月28日  |
| 31   | 32   | スティール署長の退職騒動    | Steele Under Par       | 1994年11月15日 | 2001年3月1日   |
| 32   | 33   | お料理ロボット誕生          | Disaster for Dinner    | 1994年11月17日 | 2001年3月2日   |

## 日本語吹き替え版スタッフ
- 翻訳 - 吉田一博[要出典]
- 演出 - 𠮷田和弘[要出典]
- 日本語版制作 - ?

## 主題歌
オープニング「Fireman Sam Theme Song」
歌(イギリス版) - マルドウィン・ポープ（シーズン1 - シーズン4）、キャメロン・スチュワート（シーズン5 - シーズン9）、オリバー・デイヴィス（シーズン10 - ）
歌(日本版) - 不明
本作のオープニングテーマで、歌詞は日本語だった。ちなみに動画投稿サイトにあるものは偽物が多い。
エンディング「Fireman Sam Theme Song (Instrumental)」
リアルタイム放送時、日本語版クレジットもあった。

## 他国での放送
アラビア語：Dubai Zaman TV タイトル名 فرقة الإطفاء
クロアチア語：HRT 2 タイトル名 Vatrogasac Sam
チェコ語：JimJam タイトル名 Požárník Sam
デンマーク語：DR1 タイトル名 Brandmand Sam
オランダ語：VARA タイトル名 Brandweerman Sam
フィンランド語：YLE TV2 タイトル名 Palomies Sami
ドイツ語：JimJam タイトル名 Feuerwehrmann Sam (TV) Sam der kleine Feuerwehrmann (VHS)
ヘブライ語：Hop! タイトル名 סמי הכבאי
イタリア語：Rai Gulp Rai YoYo タイトル名 Sam il pompiere
朝鮮語：VHSのみ タイトル名 긴급 출동 119구조대 소방관 샘 아저씨
中国語：CCTV-14 タイトル名 消防员山姆
ノルウェー語：NRK タイトル名 Brannmann Sam
ハンガリー語：JimJam タイトル名 Sam, a tűzoltó 
ポーランド語：TVP1 MiniMini+ Polsat JimJam タイトル名 Strażak Sam
ブラジルポルトガル語：Rede Globo タイトル名 Sam o Bombeiro
ヨーロッパポルトガル語：JimJam タイトル名 Bombeiro Sam
ルーマニア語：Boom Hop! TVR2 JimJam タイトル名 Pompierul Sam
スコットランド・ゲール語：BBC Alba タイトル名 Sam Smalaidh
スロバキア語：Jednotka Dvojka タイトル名 Požiarnik Sam
スロベニア語：TV SLO 2 タイトル名 Gasilec Samo
スウェーデン語：TV4 Yle Teema & Fem(フィンランド) タイトル名 Brandman Sam
タイ語： 放送局は不明 タイトル名は判明เจ้าหน้าที่ดับเพลิงแซม (1987)